# Standaerd van Vlaenderen

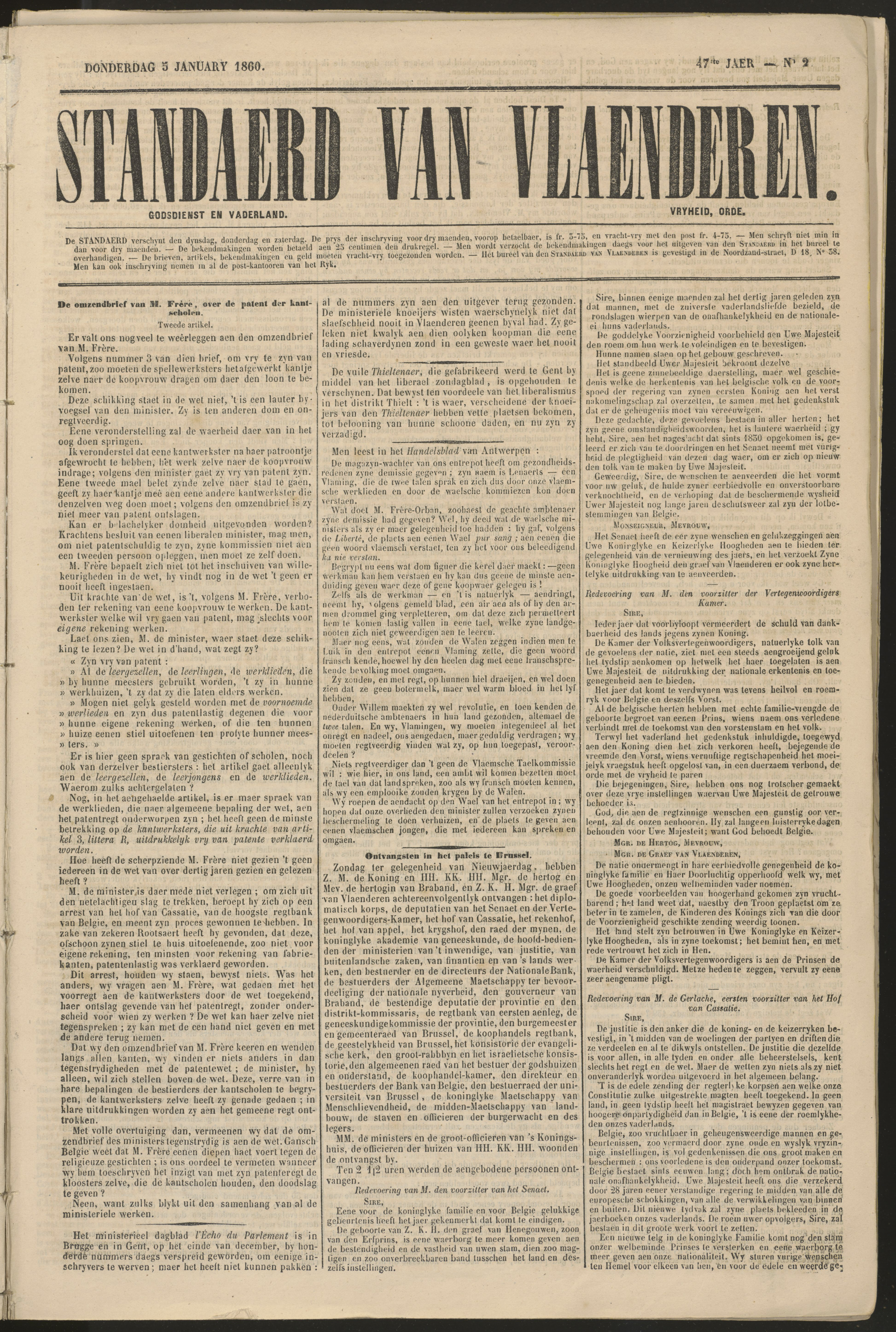
Voorpagina van de Standaerd van Vlaenderen van 5 januari 1860. Krant bewaard in en gedigitaliseerd door Openbare Bibliotheek Brugge.

De Standaerd van Vlaenderen is een katholiek blad dat in Brugge van 1830 tot 1898 werd uitgegeven en driemaal per week verscheen.

## Geschiedenis
Deze krant publiceerde zijn eerste nummer op 1 juli 1830. Hij was duidelijk de opvolger van de Nieuwe Gazette van Brugge (1815-1830), die werd uitgegeven door Pieter De Vliegher, met Felix De Pachtere als redacteur.
De verschijning van het eerste nummer ging vooraf aan de Belgische Omwenteling. De eigenaar was Rombout Boeteman-Janssens, terwijl Pieter De Vliegher nog de drukker bleef. Boeteman was duidelijk de woordvoerder van de katholieke politieke krachten en van het bisdom.
De krant werd, dankzij Boeteman, gekoppeld met La Patrie en beide titels werden in 1851 samen verkocht, eerst aan het bisdom Brugge en langs daar aan de Gentse krantenman Armand Neut. Vanaf 1 januari 1852 handelde Neut, in 1864 opgevolgd door zijn zoon Edouard Neut, als eigenaar en hoofdredacteur van het dagblad.
Als volkskrant voerde het blad hevige polemieken met de Impartial de Bruges, de Journal de Bruges en Het Brugsche Vrije.
De krant bleef een halve eeuw de Nederlandstalige dubbelganger van La Patrie. In 1898 besliste Neut er mee op te houden en op 27 december 1898 verscheen het laatste nummer. Gustave Stock, die ook in La Patrie de opvolging had genomen van Edouard Neut, zorgde voor de aankoop door de katholieke kiesvereniging van De Gazette van Brugge, die de opvolging van de Standaerd van Vlaenderen nam.